# UFC 315
UFC 315: Muhammad vs. Della Maddalena foi um evento de artes marciais mistas produzido pelo Ultimate Fighting Championship que aconteceu em 10 de maio de 2025 no Bell Centre em Montreal, Quebec, Canadá.

## Contexto
O evento marcou a oitava visita do UFC a Montreal e a primeira desde o UFC 186 em abril de 2015.
Uma luta pelo cinturão dos meio-médios entre o campeão Belal Muhammad e Jack Della Maddalena foi a atração principal da noite. Ian Machado Garry atuou como reserva oficial e possível substituto para essa luta.
Na luta co-principal, Valentina Shevchenko, atual bicampeã do peso-mosca, enfrentou Manon Fiorot em defesa de seu título.
Uma luta no peso meio-médio entre o ex-desafiante ao cinturão Gilbert Burns e o invicto Michael Morales foi inicialmente marcada para o UFC 314. A luta foi transferida para este evento por motivos não revelados, e posteriormente promovida para evento principal do UFC Fight Night: Burns vs. Morales.
Uma luta no peso-galo feminino entre Nora Cornolle e Hailey Cowan estava prevista para este evento, mas foi movida para o UFC 314 por razões não divulgadas.
Gavin Tucker enfrentaria Lee Jeong-yeong no card preliminar, mas se retirou nos últimos dias de abril e foi substituído por Daniel Santos.
Uma luta no peso-leve entre Benoît Saint Denis e Joel Álvarez estava programada para este evento. No entanto, Álvarez se retirou da luta devido a uma lesão na mão e foi substituído pelo veterano Kyle Prepolec.
Uma luta originalmente programada para o peso-galo entre o ex-campeão peso-pena do UFC e membro do Hall da Fama do UFC, José Aldo, e Aiemann Zahabi foi alterada para o peso-pena no dia da pesagem. Aldo bateu 143 libras (64,9 kg) e Zahabi 142 libras (64,4 kg). Zahabi afirmou que sua equipe foi informada de que Aldo teria problemas para bater o peso e, por isso, interrompeu o corte para permitir que a luta seguisse no peso combinado.
Na pesagem oficial, Bruno Silva excedeu o limite do peso-médio em uma libra, pesando 187 lb (84,8 kg). A luta prosseguiu em peso casado, e Silva foi multado em 20% da bolsa, repassada a Marc-André Barriault.
Durante a transmissão do evento, o ex-campeão meio-pesado do UFC e vencedor do torneio dos pesados do UFC 12, Vitor Belfort, foi anunciado como o próximo homenageado da "ala pioneira" do Hall da Fama do UFC durante as festividades da Semana Internacional da Luta em Las Vegas, em junho.

## Resultados
1. ↑  Pelo Cinturão Meio-Médio do UFC.
2. ↑  Pelo Cinturão Peso Mosca Feminino do UFC.

## Prêmios bônus
Os seguintes lutadores receberam bônus de US$ 50.000.
- Luta da Noite: Jack Della Maddalena vs. Belal Muhammad
- Desempenho da Noite: Jasmine Jasudavicius e Marc-André Barriault